# Giải vô địch bóng đá thế giới 2018 (Bảng E)
Bảng E của giải vô địch bóng đá thế giới 2018 sẽ diễn ra từ ngày 17 đến ngày 27 tháng 6 năm 2018. Hai đội tuyển hàng đầu sẽ giành quyền vào vòng 16 đội.

## Các đội tuyển
| Vị trí bốc thăm | Đội tuyển  | Liên đoàn | Tư cách vòng loại                     | Ngày vượt qua vòng loại | Tham dự chung kết | Tham dự cuối cùng | Thành tích tốt nhất lần trước          | Bảng xếp hạng FIFA | Bảng xếp hạng FIFA |
| Vị trí bốc thăm | Đội tuyển  | Liên đoàn | Tư cách vòng loại                     | Ngày vượt qua vòng loại | Tham dự chung kết | Tham dự cuối cùng | Thành tích tốt nhất lần trước          | Tháng 10 năm 2017  | Tháng 6 năm 2018   |
| --------------- | ---------- | --------- | ------------------------------------- | ----------------------- | ----------------- | ----------------- | -------------------------------------- | ------------------ | ------------------ |
| E1              | Brasil     | CONMEBOL  | Top 4 khu vực Nam Mỹ                  | 28 tháng 3 năm 2017     | 21 lần            | 2014              | Vô địch (1958, 1962, 1970, 1994, 2002) | 2                  | 2                  |
| E2              | Thụy Sĩ    | UEFA      | Thắng vòng 2 khu vực châu Âu          | 12 tháng 11 năm 2017    | 11 lần            | 2014              | Tứ kết (1934, 1938, 1954)              | 11                 | 6                  |
| E3              | Costa Rica | CONCACAF  | Top 3 khu vực Bắc, Trung Mỹ và Caribe | 7 tháng 10 năm 2017     | 5 lần             | 2014              | Tứ kết (2014)                          | 22                 | 23                 |
| E4              | Serbia     | UEFA      | Nhất bảng D khu vực châu Âu           | 9 tháng 10 năm 2017     | 12 lần            | 2010              | Hạng tư (1930, 1962)                   | 38                 | 34                 |

Ghi chú
1. ↑  The rankings of October 2017 were used for seeding for the final draw.

## Bảng xếp hạng
| VT | Đội        | ST | T | H | B | BT | BB | HS | Đ | Giành quyền tham dự                     |
| -- | ---------- | -- | - | - | - | -- | -- | -- | - | --------------------------------------- |
| 1  | Brasil     | 3  | 2 | 1 | 0 | 5  | 1  | +4 | 7 | Giành quyền vào vòng đấu loại trực tiếp |
| 2  | Thụy Sĩ    | 3  | 1 | 2 | 0 | 5  | 4  | +1 | 5 | Giành quyền vào vòng đấu loại trực tiếp |
| 3  | Serbia     | 3  | 1 | 0 | 2 | 2  | 4  | −2 | 3 |                                         |
| 4  | Costa Rica | 3  | 0 | 1 | 2 | 2  | 5  | −3 | 1 |                                         |

Trong vòng 16 đội:
- Brasil (nhất bảng E) được giành quyền vào thi đấu với México (nhì bảng F).
- Thụy Sĩ (nhì bảng E) được giành quyền vào thi đấu với Thụy Điển (nhất bảng F).

## Các trận đấu
Tất cả các thời gian được liệt kê là giờ địa phương.

### Costa Rica vs Serbia
Hai đội chưa bao giờ gặp nhau trước đây.
Trong hiệp 1, Serbia áp đảo hơn Costa Rica. Phút thứ 7, Aleksandar Kolarov dứt điểm sệt khung thành thủ môn Keylor Navas, trước khi Ivanović căng ngang nguy hiểm, buộc thủ thành Navas phải cản phá. Cơ hội nguy hiểm duy nhất của Costa Rica trong hiệp 1 là pha dứt điểm của Calvo đưa bóng đi chệch khung thành Serbia. 1 phút sau, Serbia đáp trả khi Milinković-Savić tung cú vô-lê đẹp mắt, nhưng thủ môn Navas tiếp tục xuất sắc cản phá. Sang hiệp 2, Serbia tiếp tục thế trận tấn công và Mitrovic đã có pha đối mặt thủ môn, nhưng anh không thể ghi bàn. Tuy nhiên, các cổ động viên cũng không phải chờ đợi lâu khi chỉ 7 phút sau, đôi trưởng tuyển Serbia là Kolarov đã tung cú sút phạt đẹp mắt, đánh bại thủ môn Navas. Hai đội chơi ăn miếng trả miếng trong giai đoạn tiếp theo nhưng không có bàn thắng nào được ghi.
| Costa Rica | 0 - 1    | Serbia        |
| ---------- | -------- | ------------- |
|            | Chi tiết | - Kolarov 56' |

| Costa Rica | Serbia |

| GK               | 1  | Keylor Navas       |     |     |
| SW               | 3  | Giancarlo González |     |     |
| CB               | 2  | Johnny Acosta      |     |     |
| CB               | 6  | Óscar Duarte       |     |     |
| RWB              | 16 | Cristian Gamboa    |     |     |
| LWB              | 15 | Francisco Calvo    | 22' |     |
| CM               | 20 | David Guzmán       | 56' | 73' |
| CM               | 5  | Celso Borges       |     |     |
| RW               | 11 | Johan Venegas      |     | 60' |
| LW               | 10 | Bryan Ruiz (c)     |     |     |
| CF               | 21 | Marco Ureña        |     | 66' |
| Vào thay người:  |    |                    |     |     |
| MF               | 7  | Christian Bolaños  |     | 60' |
| FW               | 12 | Joel Campbell      |     | 66' |
| MF               | 9  | Daniel Colindres   |     | 73' |
| Huấn luyện viên: |    |                    |     |     |
| Óscar Ramírez    |    |                    |     |     |

| GK               | 1  | Vladimir Stojković      |       |     |
| RB               | 6  | Branislav Ivanović      | 59'   |     |
| CB               | 15 | Nikola Milenković       |       |     |
| CB               | 3  | Duško Tošić             |       |     |
| LB               | 11 | Aleksandar Kolarov (c)  |       |     |
| CM               | 21 | Nemanja Matić           |       |     |
| CM               | 4  | Luka Milivojević        |       |     |
| RW               | 10 | Dušan Tadić             |       | 83' |
| AM               | 20 | Sergej Milinković-Savić |       |     |
| LW               | 22 | Adem Ljajić             |       | 70' |
| CF               | 9  | Aleksandar Mitrović     |       | 90' |
| Vào thay người:  |    |                         |       |     |
| MF               | 17 | Filip Kostić            |       | 70' |
| DF               | 2  | Antonio Rukavina        |       | 83' |
| FW               | 8  | Aleksandar Prijović     | 90+8' | 90' |
| Huấn luyện viên: |    |                         |       |     |
| Mladen Krstajić  |    |                         |       |     |

| Cầu thủ xuất sắc nhất trận: Aleksandar Kolarov (Serbia) Trợ lý trọng tài: Djibril Camara (Sénégal) El Hadji Samba (Sénégal) Trọng tài thứ tư: Bamlak Tessema Weyesa (Ethiopia) Trọng tài thứ năm: Tikhon Kalugin (Nga) Trợ lý trọng tài video: Clément Turpin (Pháp) Trợ lý trọng tài trợ lý video: Paweł Gil (Ba Lan) Cyril Gringore (Pháp) Artur Soares Dias (Bồ Đào Nha) |

### Brasil vs Thụy Sĩ
Hai đội đã gặp nhau trong 8 trận đấu, bao gồm một trận tại vòng bảng World Cup 1950, một trận hòa 2 - 2.
Trong những phút đầu, hai đội chơi khá thận trọng. Đến phút thứ 11, cơ hội đến với Brazil nhưng Paulinho lại dứt điểm chệch cầu môn. Tuy nhiên, chỉ 9 phút sau, Philippe Coutinho có pha cứa lòng tuyệt đẹp từ ngoài vòng cấm, mở tỉ số cho Brazil. Trong thời gian còn lại của hiệp 1, Brazil làm chủ hoàn toàn thế trận. Tuy nhiên, ngay đầu hiệp 2, ở phút 50, Steven Zuber bật cao đánh đầu làm tung lưới Alisson. Trong thời gian còn lại, không có nhiều cơ hội được tạo ra. Brazil có một vài cơ hội nguy hiểm ở cuối trận, nhưng đều không có được bàn thắng.
| Brasil         | 1 - 1    | Thụy Sĩ     |
| -------------- | -------- | ----------- |
| - Coutinho 20' | Chi tiết | - Zuber 50' |

| Brasil | Thụy Sĩ |

| GK               | 1  | Alisson           |     |     |
| RB               | 14 | Danilo            |     |     |
| CB               | 2  | Thiago Silva      |     |     |
| CB               | 3  | Miranda           |     |     |
| LB               | 12 | Marcelo (c)       |     |     |
| CM               | 5  | Casemiro          | 47' | 60' |
| CM               | 15 | Paulinho          |     | 67' |
| RW               | 19 | Willian           |     |     |
| AM               | 11 | Philippe Coutinho |     |     |
| LW               | 10 | Neymar            |     |     |
| CF               | 9  | Gabriel Jesus     |     | 79' |
| Vào thay người:  |    |                   |     |     |
| MF               | 17 | Fernandinho       |     | 60' |
| MF               | 8  | Renato Augusto    |     | 67' |
| FW               | 20 | Roberto Firmino   |     | 79' |
| Huấn luyện viên: |    |                   |     |     |
| Tite             |    |                   |     |     |

| GK                | 1  | Yann Sommer              |     |     |
| RB                | 2  | Stephan Lichtsteiner (c) | 31' | 87' |
| CB                | 22 | Fabian Schär             | 65' |     |
| CB                | 5  | Manuel Akanji            |     |     |
| LB                | 13 | Ricardo Rodríguez        |     |     |
| CM                | 11 | Valon Behrami            | 68' | 71' |
| CM                | 10 | Granit Xhaka             |     |     |
| RW                | 23 | Xherdan Shaqiri          |     |     |
| AM                | 15 | Blerim Džemaili          |     |     |
| LW                | 14 | Steven Zuber             |     |     |
| CF                | 9  | Haris Seferović          |     | 80' |
| Vào thay người:   |    |                          |     |     |
| MF                | 17 | Denis Zakaria            |     | 71' |
| FW                | 7  | Breel Embolo             |     | 80' |
| DF                | 6  | Michael Lang             |     | 87' |
| Huấn luyện viên:  |    |                          |     |     |
| Vladimir Petković |    |                          |     |     |

| Cầu thủ xuất sắc nhất trận: Philippe Coutinho (Brasil) Trợ lý trọng tài: Marvin Torrentera (México) Miguel Hernández (México) Trọng tài thứ tư: John Pitti (Panama) Trọng tài thứ năm: Gabriel Victoria (Panama) Trợ lý trọng tài video: Paolo Valeri (Ý) Trợ lý trọng tài trợ lý video: Mauro Vigliano (Argentina) Elenito Di Liberatore (Ý) Gianluca Rocchi (Ý) |

### Brasil vs Costa Rica
Hai đội đã gặp nhau trong 10 trận đấu, bao gồm 2 trận tại các vòng bảng của giải vô địch bóng đá thế giới vào các năm 1990 và 2002, cả hai trận đều là chiến thắng của Brasil.
Phút thứ 13, Celso Borges có cơ hội dứt điểm, nhưng cú sút của anh đi chệch khung thành. 7 phút sau, Gabriel Jesus ghi được bàn thắng, nhưng anh đã ở trong tư thế việt vị. Hiệp 1 kết thúc với thế trận khá tẻ nhạt. Trong hiệp 2, Brazil có phần lấn lướt hơn. Phút 49, Jesus bật cao đánh đầu nhưng trúng khung thành. Thủ môn Keylor Navas tiếp tục có nhiều pha cản phá xuất sắc để cản phá các cơ hội của Brazil. Phút thú 72, Neymar nhận được bóng và bứt tốc, nhưng anh dứt điểm ra ngoài. Tuy nhiên, Brazil may mắn có được bàn thắng mở tỉ số của  Philippe Coutinho khi anh vô tình đệm bóng tung lưới Navas. Chỉ 6 phút sau, Neymar có pha đệm bóng cận thành vào lưới trống, ấn định tỉ số 2-0 cho Brazil.
| Brasil                          | 2 - 0    | Costa Rica |
| ------------------------------- | -------- | ---------- |
| - Coutinho 90+1' - Neymar 90+7' | Chi tiết |            |

| Brasil | Costa Rica |

| GK               | 1  | Alisson           |     |       |
| RB               | 22 | Fagner            |     |       |
| CB               | 2  | Thiago Silva (c)  |     |       |
| CB               | 3  | Miranda           |     |       |
| LB               | 12 | Marcelo           |     |       |
| CM               | 5  | Casemiro          |     |       |
| CM               | 15 | Paulinho          |     | 68'   |
| RW               | 19 | Willian           |     | 46'   |
| AM               | 11 | Philippe Coutinho | 81' |       |
| LW               | 10 | Neymar            | 81' |       |
| CF               | 9  | Gabriel Jesus     |     | 90+3' |
| Vào thay người:  |    |                   |     |       |
| FW               | 7  | Douglas Costa     |     | 46'   |
| FW               | 20 | Roberto Firmino   |     | 68'   |
| MF               | 17 | Fernandinho       |     | 90+3' |
| Huấn luyện viên: |    |                   |     |       |
| Tite             |    |                   |     |       |

| GK               | 1  | Keylor Navas       |     |     |
| SW               | 2  | Johnny Acosta      | 84' |     |
| CB               | 3  | Giancarlo González |     |     |
| CB               | 6  | Óscar Duarte       |     |     |
| RWB              | 16 | Cristian Gamboa    |     | 75' |
| LWB              | 8  | Bryan Oviedo       |     |     |
| CM               | 20 | David Guzmán       |     | 83' |
| CM               | 5  | Celso Borges       |     |     |
| RW               | 11 | Johan Venegas      |     |     |
| LW               | 10 | Bryan Ruiz (c)     |     |     |
| CF               | 21 | Marco Ureña        |     | 54' |
| Vào thay người:  |    |                    |     |     |
| MF               | 7  | Christian Bolaños  |     | 54' |
| DF               | 15 | Francisco Calvo    |     | 75' |
| MF               | 17 | Yeltsin Tejeda     |     | 83' |
| Huấn luyện viên: |    |                    |     |     |
| Óscar Ramírez    |    |                    |     |     |

| Cầu thủ xuất sắc nhất trận: Philippe Coutinho (Brasil) Trợ lý trọng tài: Sander van Roekel (Hà Lan) Erwin Zeinstra (Hà Lan) Trọng tài thứ tư: Damir Skomina (Slovenia) Trọng tài thứ năm: Jure Praprotnik (Slovenia) Trợ lý trọng tài video: Danny Makkelie (Hà Lan) Trợ lý trọng tài trợ lý video: Artur Soares Dias (Bồ Đào Nha) Joe Fletcher (Canada) Mark Geiger (Hoa Kỳ) |

### Serbia vs Thụy Sĩ
Hai đội chưa bao giờ gặp nhau. Thi đấu với tư cách là đội tuyển bóng đá quốc gia Nam Tư, hai đội đã gặp nhau tổng cộng 13 lần, bao gồm một trận tại vòng bảng giải vô địch bóng đá thế giới 1950, một chiến thắng 3 - 0 cho Nam Tư.
Ngay ở phút thứ 5, Mitrovic đã có pha đánh đầu từ pha tạt cánh của đồng đội Dušan Tadić. Thế trận cân bằng trong khoảng thời gian còn lại của hiệp 1, với phần nhỉnh hơn thuộc về Serbia. Tuy nhiên, ngay đầu hiệp 2, Granit Xhaka đã có pha cứa lòng tuyệt đẹp, gỡ hoà cho Thuỵ Sĩ. Thế trận tiếp tục cân bằng trong những phút còn lại. Tuy nhiên, đến phút 90, Xherdan Shaqiri đã có pha băng xuống dứt điểm hạ gục thủ môn Stojkovic, mang về chiến thắng quan trọng cho Thuỵ Sĩ. Kết quả này giúp Brazil và Thuỵ Sĩ có được lợi thế hơn Serbia trong cuộc đua giành vé đến vòng 1/8, trong khi đó Costa Rica chính thức bị loại.
| Serbia        | 1 - 2    | Thụy Sĩ                   |
| ------------- | -------- | ------------------------- |
| - Mitrović 5' | Chi tiết | - Xhaka 52' - Shaqiri 90' |

| Serbia | Thụy Sĩ |

| GK               | 1  | Vladimir Stojković      |       |     |
| RB               | 6  | Branislav Ivanović      |       |     |
| CB               | 15 | Nikola Milenković       |       |     |
| CB               | 3  | Duško Tošić             |       |     |
| LB               | 11 | Aleksandar Kolarov (c)  |       |     |
| CM               | 21 | Nemanja Matić           | 45+2' |     |
| CM               | 4  | Luka Milivojević        | 39'   | 81' |
| RW               | 10 | Dušan Tadić             |       |     |
| AM               | 20 | Sergej Milinković-Savić | 34'   |     |
| LW               | 17 | Filip Kostić            |       | 64' |
| CF               | 9  | Aleksandar Mitrović     | 87'   |     |
| Vào thay người:  |    |                         |       |     |
| MF               | 22 | Adem Ljajić             |       | 64' |
| FW               | 18 | Nemanja Radonjić        |       | 81' |
| Huấn luyện viên: |    |                         |       |     |
| Mladen Krstajić  |    |                         |       |     |

| GK                | 1  | Yann Sommer              |       |       |
| RB                | 2  | Stephan Lichtsteiner (c) |       |       |
| CB                | 22 | Fabian Schär             |       |       |
| CB                | 5  | Manuel Akanji            |       |       |
| LB                | 13 | Ricardo Rodríguez        |       |       |
| CM                | 11 | Valon Behrami            |       |       |
| CM                | 10 | Granit Xhaka             |       |       |
| RW                | 23 | Xherdan Shaqiri          | 90+2' |       |
| AM                | 15 | Blerim Džemaili          |       | 73'   |
| LW                | 14 | Steven Zuber             |       | 90+4' |
| CF                | 9  | Haris Seferović          |       | 46'   |
| Vào thay người:   |    |                          |       |       |
| FW                | 18 | Mario Gavranović         |       | 46'   |
| FW                | 7  | Breel Embolo             |       | 73'   |
| FW                | 19 | Josip Drmić              |       | 90+4' |
| Huấn luyện viên:  |    |                          |       |       |
| Vladimir Petković |    |                          |       |       |

| Cầu thủ xuất sắc nhất trận: Xherdan Shaqiri (Thụy Sĩ) Trợ lý trọng tài: Mark Borsch (Đức) Stefan Lupp (Đức) Trọng tài thứ tư: Nawaf Shukralla (Bahrain) Trọng tài thứ năm: Yaser Tulefat (Bahrain) Trợ lý trọng tài video: Felix Zwayer (Đức) Trợ lý trọng tài trợ lý video: Bastian Dankert (Đức) Carlos Astroza (Chile) Clément Turpin (Pháp) |

### Serbia vs Brasil
Hai đội đã gặp nhau 1 lần, một trận giao hữu năm 2014, Brasil đã thắng 1–0. Khi Serbia vẫn chưa tách khỏi Cộng hòa Liên bang Xã hội chủ nghĩa Nam Tư và vẫn thi đấu dưới tên gọi là đội tuyển bóng đá quốc gia Nam Tư, hai đội đã gặp nhau tổng cộng 18 lần, bao gồm 4 lần tại các vòng bảng của Giải vô địch bóng đá thế giới vào các năm 1930, 1950, 1954 và 1974, với một chiến thắng mỗi trận và hai trận hòa.
Tuyển Brazil áp đảo trong hiệp 1. Đến phút 36, Paulinho có pha tâng bóng qua đầu thủ môn Stojkovic, mở tỉ số cho Brazil. Sang hiệp 2, Serbia cố gắng tìm bàn gỡ nhưng bế tắc trước hàng phòng ngự của Brazil. Tuyển Brazil lấy lại được thế trận và có được bàn thắng thứ 2 sau pha đánh đầu của Thiago Silva. Brazil kiểm soát bóng nhiều hơn và chủ yếu phòng thủ trong khoảng thời gian còn lại.
| Serbia | 0 - 2    | Brasil                            |
| ------ | -------- | --------------------------------- |
|        | Chi tiết | - Paulinho 36' - Thiago Silva 68' |

| Serbia | Brasil |

| GK               | 1  | Vladimir Stojković      |     |     |
| RB               | 2  | Antonio Rukavina        |     |     |
| CB               | 15 | Nikola Milenković       |     |     |
| CB               | 13 | Miloš Veljković         |     |     |
| LB               | 11 | Aleksandar Kolarov (c)  |     |     |
| CM               | 21 | Nemanja Matić           | 48' |     |
| CM               | 20 | Sergej Milinković-Savić |     |     |
| RW               | 10 | Dušan Tadić             |     |     |
| AM               | 22 | Adem Ljajić             | 33' | 75' |
| LW               | 17 | Filip Kostić            |     | 82' |
| CF               | 9  | Aleksandar Mitrović     | 70' | 89' |
| Vào thay người:  |    |                         |     |     |
| MF               | 7  | Andrija Živković        |     | 75' |
| FW               | 18 | Nemanja Radonjić        |     | 82' |
| FW               | 19 | Luka Jović              |     | 89' |
| Huấn luyện viên: |    |                         |     |     |
| Mladen Krstajić  |    |                         |     |     |

| GK               | 1  | Alisson           |  |     |
| RB               | 22 | Fagner            |  |     |
| CB               | 2  | Thiago Silva      |  |     |
| CB               | 3  | Miranda (c)       |  |     |
| LB               | 12 | Marcelo           |  | 10' |
| CM               | 15 | Paulinho          |  | 66' |
| CM               | 5  | Casemiro          |  |     |
| RW               | 19 | Willian           |  |     |
| AM               | 11 | Philippe Coutinho |  | 80' |
| LW               | 10 | Neymar            |  |     |
| CF               | 9  | Gabriel Jesus     |  |     |
| Vào thay người:  |    |                   |  |     |
| DF               | 6  | Filipe Luís       |  | 10' |
| MF               | 17 | Fernandinho       |  | 66' |
| MF               | 8  | Renato Augusto    |  | 80' |
| Huấn luyện viên: |    |                   |  |     |
| Tite             |    |                   |  |     |

| Cầu thủ xuất sắc nhất trận: Paulinho (Brasil) Trợ lý trọng tài: Reza Sokhandan (Iran) Mohammadreza Mansouri (Iran) Trọng tài thứ tư: Jair Marrufo (Hoa Kỳ) Trọng tài thứ năm: Anouar Hmila (Tunisia) Trợ lý trọng tài video: Massimiliano Irrati (Ý) Trợ lý trọng tài trợ lý video: Paweł Gil (Ba Lan) Paweł Sokolnicki (Ba Lan) Paolo Valeri (Ý) |

### Thụy Sĩ vs Costa Rica
Hai đội đã gặp nhau 2 lần, gần đây nhất trong một trận giao hữu vào năm 2010, Costa Rica đã thắng 1–0.
Trong những phút đầu, Costa Rica có nhiều pha lên bóng hay, làm cho khung thành tuyển Thuỵ Sĩ phải chao đảo. Chỉ trong 10 phút đầu, Borges và Colindres đã có lần lượt 2 cú sút trúng xà ngang và cột dọc. Phút 19, Yann Sommer xuất sắc cản phá pha dứt điểm của Oviedo. Tuy nhiên, Thuỵ Sĩ mới là những người mở tỉ số khi Dzemaili băng lên dứt điểm từ pha nhả bóng của đồng đội Breel Embolo. Sau bàn thắng, tuyển Thuỵ Sĩ dần lấy lại được thế trận. Sang hiệp 2, Costa Rica tiếp tục tấn công tìm bàn gỡ và đã thành công khi Kendall Waston đánh đầu kỹ thuật làm tung lưới Sommer. Hai đội thi đấu ăn miếng trả miếng trong khoảng thời gian tiếp theo. Đến phút 88, Josip Drmić có pha đặt lòng chính xác từ đường căng ngang của đồng đội Zakaria. Tuy nhiên, những sai lầm ở khâu phòng ngự đã khiến Thuỵ Sĩ mất điểm, khi Campbell bị phạm lỗi trong vòng cấm. Trên chấm 11m, tuy Bryan Ruiz đưa bóng vào xà ngang, nhưng bóng lại vô tình đập xuống lưng Sommer và bay vào lưới.
| Thụy Sĩ                    | 2 - 2    | Costa Rica                         |
| -------------------------- | -------- | ---------------------------------- |
| - Džemaili 31' - Drmić 88' | Chi tiết | - Waston 56' - Sommer 90+3' (l.n.) |

| Thụy Sĩ | Costa Rica |

| GK                | 1  | Yann Sommer              |     |     |
| RB                | 2  | Stephan Lichtsteiner (c) | 37' |     |
| CB                | 22 | Fabian Schär             | 83' |     |
| CB                | 5  | Manuel Akanji            |     |     |
| LB                | 13 | Ricardo Rodríguez        |     |     |
| CM                | 11 | Valon Behrami            |     | 60' |
| CM                | 10 | Granit Xhaka             |     |     |
| RW                | 23 | Xherdan Shaqiri          |     | 81' |
| AM                | 15 | Blerim Džemaili          |     |     |
| LW                | 7  | Breel Embolo             |     |     |
| CF                | 18 | Mario Gavranović         |     | 69' |
| Vào thay người:   |    |                          |     |     |
| MF                | 17 | Denis Zakaria            | 75' | 60' |
| FW                | 19 | Josip Drmić              |     | 69' |
| DF                | 6  | Michael Lang             |     | 81' |
| Huấn luyện viên:  |    |                          |     |     |
| Vladimir Petković |    |                          |     |     |

| GK               | 1  | Keylor Navas       |     |       |
| SW               | 3  | Giancarlo González |     |       |
| CB               | 2  | Johnny Acosta      |     |       |
| CB               | 19 | Kendall Waston     | 89' |       |
| RWB              | 16 | Cristian Gamboa    | 11' | 90+3' |
| LWB              | 8  | Bryan Oviedo       |     |       |
| CM               | 5  | Celso Borges       |     |       |
| CM               | 20 | David Guzmán       |     | 90+1' |
| RW               | 9  | Daniel Colindres   |     | 81'   |
| LW               | 10 | Bryan Ruiz (c)     |     |       |
| CF               | 12 | Joel Campbell      | 29' |       |
| Vào thay người:  |    |                    |     |       |
| MF               | 13 | Rodney Wallace     |     | 81'   |
| MF               | 14 | Randall Azofeifa   |     | 90+1' |
| DF               | 4  | Ian Smith          |     | 90+3' |
| Huấn luyện viên: |    |                    |     |       |
| Óscar Ramírez    |    |                    |     |       |

| Cầu thủ xuất sắc nhất trận: Blerim Džemaili (Thụy Sĩ) Trợ lý trọng tài: Nicolas Danos (Pháp) Cyril Gringore (Pháp) Trọng tài thứ tư: Norbert Hauata (Tahiti) Trọng tài thứ năm: Bertrand Brial (Nouvelle-Calédonie) Trợ lý trọng tài video: Felix Zwayer (Đức) Trợ lý trọng tài trợ lý video: Bastian Dankert (Đức) Mark Borsch (Đức) Szymon Marciniak (Ba Lan) |

## Kỷ luật
Các điểm giải phong cách, được sử dụng là các tiêu chí nếu tổng thể và kỷ lục đối đầu đối của đội tuyển vẫn được tỷ số hòa, được tính dựa trên các thẻ vàng và thẻ đỏ nhận được trong tất cả các trận đấu của bảng như sau:
- thẻ vàng đầu tiên: trừ 1 điểm;
- thẻ đỏ gián tiếp (thẻ vàng thứ hai): trừ 3 điểm;
- thẻ đỏ trực tiếp: trừ 4 điểm;
- thẻ vàng và thẻ đỏ trực tiếp: trừ 5 điểm;

Chỉ có một trong các khoản khấu trừ ở trên sẽ được áp dụng cho một cầu thủ trong một trận đấu duy nhất.
| Đội tuyển  | Trận 1   | Trận 1                                    | Trận 1 | Trận 1            | Trận 2   | Trận 2                                    | Trận 2 | Trận 2            | Trận 3   | Trận 3                                    | Trận 3 | Trận 3            | Điểm |
| Đội tuyển  | Thẻ vàng | Thẻ vàng · Thẻ vàng-đỏ (thẻ đỏ gián tiếp) | Thẻ đỏ | Thẻ vàng · Thẻ đỏ | Thẻ vàng | Thẻ vàng · Thẻ vàng-đỏ (thẻ đỏ gián tiếp) | Thẻ đỏ | Thẻ vàng · Thẻ đỏ | Thẻ vàng | Thẻ vàng · Thẻ vàng-đỏ (thẻ đỏ gián tiếp) | Thẻ đỏ | Thẻ vàng · Thẻ đỏ | Điểm |
| ---------- | -------- | ----------------------------------------- | ------ | ----------------- | -------- | ----------------------------------------- | ------ | ----------------- | -------- | ----------------------------------------- | ------ | ----------------- | ---- |
| Brasil     | 1        |                                           |        |                   | 2        |                                           |        |                   |          |                                           |        |                   | −3   |
| Costa Rica | 2        |                                           |        |                   | 1        |                                           |        |                   | 3        |                                           |        |                   | −6   |
| Thụy Sĩ    | 3        |                                           |        |                   | 1        |                                           |        |                   | 3        |                                           |        |                   | −7   |
| Serbia     | 2        |                                           |        |                   | 4        |                                           |        |                   | 3        |                                           |        |                   | −9   |